# Vettweiß
Vettweiß település Németországban, azon belül Észak-Rajna-Vesztfália tartományban. Lakosainak száma 9952 fő (2023. december 31.). Vettweiß Nörvenich, Erftstadt, Zülpich, Nideggen és Kreuzau községekkel határos.

## Népesség
A település népességének változása:
| Lakosok száma | 6988 | 9280 | 9369 | 9685 | 9811 | 9952 |
|               | 1975 | 2017 | 2019 | 2021 | 2022 | 2023 |